# Lijst van graven van Brienne
Dit is een lijst van graven van Brienne. Het graafschap Brienne, met Brienne-le-Château als belangrijke stad, ontstond in de 10e eeuw en situeerde zich in de provincie Champagne. 

## Graven van Brienne

### Huis Brienne
- circa 950 - na 968 : Engelbert I van Brienne (? - na 968)
- na 968 - voor 1027/1031 : Engelbert II van Brienne (? - voor 1027 en 1031), zoon van de vorige
- voor 1027/1031 - 1035 : Engelbert III van Brienne (? - 1035), zoon van de vorige
- 1035-1090 : Wouter I van Brienne (? - 1090), zoon van de vorige
- 1090-1114/1125 : Erard I van Brienne (? - 1114/1125), zoon van de vorige
- 1114/1125-1156/1161 : Wouter II van Brienne (? - 1156/1161), zoon van de vorige
- 1156/1161-1190 : Erard II van Brienne (1130 - 1190), zoon van de vorige
- 1190-1205 : Wouter III van Brienne (? - 1205), zoon van de vorige
- 1205-1246 : Wouter IV van Brienne (1205 - 1246), zoon van de vorige
- 1246-1260 : Jan I van Brienne (1235 - 1260), zoon van de vorige
- 1260-1296 : Hugo van Brienne (1240 - 1296), broer van de vorige
- 1296-1311 : Wouter V van Brienne (1275 - 1311), zoon van de vorige
- 1311-1356 : Wouter VI van Brienne (1304 - 1356), zoon van de vorige
- 1356-1360 : Isabella van Brienne (1305 - 1360), zus van de vorige

### Huis Edingen
- 1360-1364 : Zeger II van Edingen (1345 - 1364), zoon van Isabella van Brienne en Wouter III van Edingen
- 1364-1381 : Wouter VII van Brienne (? - 1381), zoon van de vorige
- 1381-1394 : Lodewijk van Edingen († 1394), oom van de vorige, zoon van Isabella van Brienne en Wouter III van Edingen
- 1394-1397 : Margaretha van Edingen (1365 - na 1397), dochter van de vorige

### Huis Luxemburg
- 1397-1433: Peter I van Luxemburg (1390 - 1433), zoon van Margaretha van Edingen en Jan van Luxemburg-Ligny
- 1433-1475 : Lodewijk van Luxemburg-Saint-Pol (1418 - 1475), zoon van de vorige
- 1475-1482 : Peter II van Saint-Pol (1440 - 1482), zoon van de vorige
- 1482-1519 : Anton I van Ligny (? - 1519), broer van de vorige
- 1519-1530 : Karel I van Ligny (1488 - 1530), zoon van de vorige
- 1530-1557 : Anton II van Ligny (? - 1557), zoon van de vorige
- 1557-1576 : Jan van Ligny (? - 1576), zoon van de vorige
- 1576-1608 : Karel II van Ligny (1562 - 1608), zoon van de vorige
- 1608-1647 : Louise van Luxemburg-Ligny (1567 - 1647), zus van de vorige

### Huis Loménie
- 1647-1665 : Louise van Béon (1605 - 1665), dochter van Louise van Luxemburg-Ligny en Bernard III de Béon du Massès
- 1665-1698 : Louis-Henri de Loménie de Brienne (1636 - 1698), zoon van Louise van Béon en Henri-Auguste de Loménie
- 1698-1743 : André-Louis-Henri de Loménie de Brienne (1657 - 1743), zoon van de vorige
- 1743-1758 : Nicolas-Louis de Loménie (1689 - 1758), zoon van de vorige
- 1758-1794 : Louis-Marie-Athanase de Loménie (1730 - 1794), zoon van de vorige